# Охридське озеро

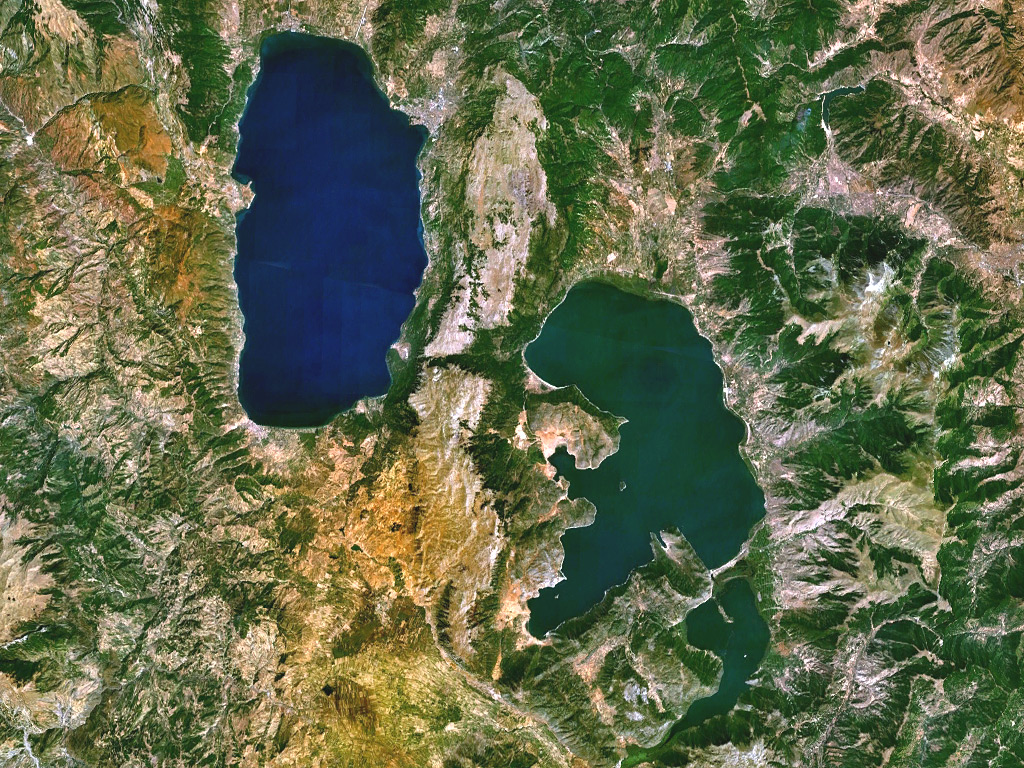
Знімок з супутника

Охри́дське о́зеро (мак. Охридско Езеро Ohridsko Ezero, ˈɔxridzkɔ ˈɛzɛrɔ, алб. Liqeni i Ohrit, liˈcɛni i ˈɔhrit, Liqeni i Pogradecit) — гірське озеро на південному заході Македонії, на східному кордоні Албанії. Найглибше стародавнє озеро на Балканах. Зберегло унікальну водну екосистему, представлену більш ніж 200 ендемічними видами, що мають світове значення. 1980 року Охрид разом з Охридським озером були вписані до списку об'єктів всесвітньої спадщини ЮНЕСКО. Максимальна глибина — 288 м, середня глибина — 155 м. По озеру проходить македонсько-албанський кордон.

## Походження
Охридське озеро і озеро Преспа належать до групи басейнів, які утворилися внаслідок геотектонічного прогину, що стався в епоху пліоцену, близько п'яти мільйонів років тому на західному боці Динарських Альп. В усьому світі є лише кілька озер з подібним походженням, найвідоміші з них — Байкал і Танганьїка. У більшості інших озер життєвий цикл не перевищує 100 000 років, після цього вони цілком заповнюються осадовими породами. Припускають, що стосовно Охридського озера цей термін зріс через велику глибину і малу кількість опадів з впадаючих струмків. Крім того, грабен Охрид-Корча на південь від озера дотепер тектонічно активний і може компенсувати осадонакопичення зану́рюванням.

## Гідрологія
Площа водозбору становить близько 2600 км²; озеро живиться насамперед від підземних джерел на східному березі (близько 50 % від усього водозбору), крім того, близько 25 % надходить від річок і атмосферних опадів. Понад 20% води надходить до Охридського озера із сусіднього озера Преспа, розміщеного за 10 км на південний схід, рівень якого на 150 м вищий за рівень Охридського озера. Вода з озера Преспа прохо́дить через підземні карстові тунелі. Вода покидає Охридське озеро через випаровування (~40 %) і через єдину річку, що витікає — Чорний Дрин, яка тече у північному напрямку до Албанії і при злитті з Білим Дрином, утворює річку Дрин. Через напрями вітрів і обертання Землі вода на поверхні Охридського озера тече, в основному, проти годинникової стрілки вздовж узбережжя. Щодо вертикального водообміну, то в холодний зимовий період переважає конвективне змішування. Утім, навіть взимку лише верхні 150–200 метрів води змішуються, нижче цього рівня шари залишаються стабільними за своєю мінералізацією. Повне перемішування води в озері відбувається за 7 років. Середня температура води влітку — близько +21 °C.
Як за концентрацією поживних речовин (4,5 мкг/л фосфору), так і за біологічними параметрами Охридське озеро відносять до оліготрофних. Завдяки цьому, а також надходженню чистої води навесні, вода є надзвичайно прозорою до глибини 22 метрів. Рівень розчиненого кисню ніколи не опускається нижче ~6 мг/л.

## Фауна
Однією з найпомітніших рис Охридського озера є його ендемізм. Як і у Байкалі і Танганьїці, ендемічні види Охридського озера охоплюють увесь харчовий ланцюжок, від фітопланктону, рослин (2 види; наприклад, Chara ohridana), зоопланктону (5 видів; наприклад, Cyclops ochridanus), коропових (8 видів; наприклад, Pachychilon pictus), до хижих риб (2 види форелі: Salmo letnica і Acantholingua ohridana) і, зрештою, різноманітної ендемічної придонної фауни (176 видів; напр. Ochridagammarus solidus). Особливо ендемізм спостерігається у ракоподібних, молюсків, губок і планарій. У озері живуть вугроподібні.